# Kronawitten (Gemeinden Schildorn, Pramet)
Kronawitten ist ein kleiner Ort im Innviertel von Oberösterreich wie auch Ortschaft der Gemeinden Schildorn und  Pramet im Bezirk Ried im Innkreis.

## Geographie
Kronawitten befindet sich etwa 8 Kilometer südlich von Ried im Innkreis, am Nordrand des Hausruck-und-Kobernaußerwald-Zuges zum Innviertler Hügelland (südliches Innviertel).
Die Rotte Kronawitten liegt 2 Kilometer südöstlich von Schildorn und 1½ Kilometer südwestlich des Orts Pramet, am Kronawittbach, der über die Oberach bei Ried in die Antiesen entwässert, auf um die 530 m ü. A. Höhe. Bei Kronawitten mündet der Gumplinger Bach von rechts.
Die Ortslage hat 6 Adressen (2014) mit etwa 15 Einwohnern. Dabei gehören Häuser beiderseits des Bachs als Ortschaft zu Schildorn, ein Haus rechts des Bachs gehört aber zu Pramet, und bildet dort eine eigene Ortschaft (statistisch als Einzellage klassiert, obschon direkt bei den anderen Häusern).
| Ebersau (Gem. Schildorn)   |                                             | Rödt (Gem. Pramet)       |
|                            | Kompassrose, die auf Nachbargemeinden zeigt |                          |
| Rendlberg (Gem. Schildorn) |                                             | Schmieding (Gem. Pramet) |

## Geschichte
Der Ortsname steht zu Kranewitt (‚Kranichholz‘), oberdeutsch für ‚Wacholder‘.
Er erscheint schon 1590 urkundlich in einem Übergabevertrag der Passauer Stiftes St. Nikola an Kloster Ansbach.
Bis 1779 war die Gegend bayrisch (damals Innbaiern), und bis 1783 (Gründung des Bistums Linz) gehörte die Gegend zum Bistum Passau, bis 1784 zur Pfarre Waldzell. Pramet und Schildorn waren dann lange durch eine gemeinsame Pfarre verbunden, und wurden erst 1884 als zwei Gemeinden eingerichtet. Die neue Gemeindegrenze wechselt am Bach mehrmals die Seite, wodurch ein Haus in Prameter Gebiet kam.
Bei der Adressreform der Gemeinde Schildorn 1. Juli 2008 blieb die Ortschaft unverändert.

## Nachweise
- 41223 – Pramet. Gemeindedaten der Statistik Austria
- 41229 – Schildorn. Gemeindedaten der Statistik Austria

1. 1 2 3  Straßen-, Ortschafts- und Hausnummernverzeichnis Gemeinde Schildorn (Memento des Originals vom 7. September 2014 im Internet Archive)  Info: Der Archivlink wurde automatisch eingesetzt und noch nicht geprüft. Bitte prüfe Original- und Archivlink gemäß Anleitung und entferne dann diesen Hinweis., Broschüre, Version vom 1. Juli 2008, insb. Tabellen Haushaltsverzeichnis sortiert nach alten Adressen: Kronawitten, S. 39 und Haushaltsverzeichnis sortiert nach neuen Adressen: Kronawitten, S. 52 (pdf, schildorn.at, abgerufen am 3. September 2014).
2. ↑  Lit. 1100 Jahre Schildorn. Ein Heimatbuch. 2003, 16 Historisches Ortsnamenverzeichnis: Kronawitten, S. 301, Sp. 2 (eReader, fbas.net).
3. ↑  Lit. 1100 Jahre Schildorn. 2003, 4 Chronik der Pfarre Schildorn, S. 40, Sp. 1 (eReader, fbas.net).
4. ↑  Wissenswertes: Zahlen & Fakten (Memento des Originals vom 7. September 2014 im Internet Archive)  Info: Der Archivlink wurde automatisch eingesetzt und noch nicht geprüft. Bitte prüfe Original- und Archivlink gemäß Anleitung und entferne dann diesen Hinweis., schildorn.at, abgerufen am 3. September 2014.
5. ↑  Die Einwohner sind meist erst aus dem Ende des 18. Jahrhunderts überliefert. 1811 brannte der Pfarrhof ab, wodurch das Pfarrarchiv vernichtet wurde, daher sind die Kenntnisse lückenhaft.